# Krasnopartizanskij rajon
Il Krasnopartizanskij rajon (in russo Краснопартизанский район?) è un rajon dell'Oblast' di Saratov, nella Russia europea; il suo capoluogo è Gornyj.